# Kowa (фотоаппаратура)
Компания Kowa производила фотоаппараты с 1954 года по 1978 год.

## История компании
Компания Kowa была основана в Нагое в 1894 году, как бизнес по продаже тканей и одежды. После Второй мировой войны компания диверсифицировала свою деятельность. В 1946 году была создана компания Kōwa Kōki Seisakusho (興和光器製作所 — Kowa Optical Works), которая начала производство оптического оборудования. В начале компания производила линзы для очков, позднее театральные бинокли, туристические телескопы, оптические прицелы.
В 1954 году компания начала производство двухобъективного фотоаппарата Kalloflex. В 1960 году началось производство любительских 35-мм фотоаппаратов с лепестковыми затворами. Часть 35-мм фотоаппаратов продавалась в США под названием Century 35 и брендом Graflex. В 1968 году компания начала выпуск Kowa Six, который получил прозвище «Hasselblad для бедных». В 1974 году началось производство улучшенной версии Kowa Super 66, которая стала последней камерой компании.

## Плёнка типа 120

### Двухобъективные зеркальные фотоаппараты
- Kalloflex — 1954 год. Объектив Puromina 75 mm f/3,5. Размер кадра 6×6 см.
- Kalloflex K2
- Kallovex — Размер кадра 6×6 см. Мог использовать плёнку типа 220. Со специальной рамкой мог делать негативы размером 6×4,5 см.

### Серия Kowa Six
Однообъективные зеркальные камеры с размером кадра 6×6 см
- Kowa Six I — Начало производства в 1968 году. Мог использовать плёнку типа 220. Байонетное крепление объектива. Вес камеры 1116 г.
- Kowa Six MM — Начало производства в 1972 году. Подъёмное зеркало.
- Kowa Six II — Представлена в апреле 1973 года. Сменный задник для плёнки. Когда камера устанавливалась на штатив, задник с плёнкой не снимался. Выпускались специальные переходники, позволявшие менять задники с прикреплённым штативом.
- Kowa Super 66 — Начало производства в 1974 году. Усовершенствованный сменный задник для плёнки. Центральный затвор. Выдержки 1 — 1/500 сек, T[1].

Для фотоаппаратов Kowa Six выпускались объективы под названием Kowa с фиксированным фокусным расстоянием от 19 мм до 500 мм:
| Фокусное расстояние | Диафрагма min | Диафрагма max | Угол зрения | Минимальная дистанция фокусировки | Вес     | Элементов в группах | Размер фильтра |
| ------------------- | ------------- | ------------- | ----------- | --------------------------------- | ------- | ------------------- | -------------- |
| 19 мм               | 4,5           | 22            | 180°        | 37 см                             | 2 183 г | 14/9                | 37,5 мм        |
| 35 мм               | 4,5           | 32            | 98°         | 37 см                             | 710 г   | 10/8                | 33 мм          |
| 40 мм               | 4,0           | 32            | 90°         | 37 см                             | 965 г   | 9/7                 | 33 мм          |
| 55 мм               | 3,5           | 22            | 72°         | 44,45 см                          | 634 г   | 8/7                 | 67 мм          |
| 85 мм               | 2,8           | 22            | 50°         | 74 см                             | 500 г   | 5/4                 | 67 мм          |
| 110 мм              | 5,6           | 32            | 40°         | 76 см                             | 680 г   | 5/4                 | 67 мм          |
| 150 мм              | 3,5           | 22            | 29,5°       | 141 см                            | 680 г   | 5/4                 | 67 мм          |
| 200 мм              | 4,5           | 32            | 22°         | 244 см                            | 822 г   | 5/4                 | 67 мм          |
| 250 мм              | 5,6           | 32            | 18°         | 3,6 м                             | 794 г   | 6/5                 | 67 мм          |
| 500 мм              | 8,0           | 45            | 9°          | 7,9 м                             | 1 960 г | 7/6                 | 95 мм          |

## Плёнка типа 135

### Дальномерные фотоаппараты
- Karowaido (Kallowide) — не сменяемый объектив, фокусное расстояние 35 мм f/2,8;
- Karowaido F (Kallowide F)
- Caro 35E (Kallo 35E, Kallo 35) — не сменяемый объектив. Производился с 1955 по 1958 год. Затвор Seikosha MX. Объективы Prominar 3.5/45, Prominar 2,8/45 или Prominar 2,0. В США продавался под названием Century 35[3].
- Caro 35F2 (Kallo 35F2) — не сменяемый объектив, фокусное расстояние 50 мм f/2;
- Caro T85 (Kallo T85) — не сменяемый объектив, фокусное расстояние 85 мм f/3,5;
- Caro T100 (Kallo T100) — не сменяемый объектив, фокусное расстояние 100 мм f/4;
- 140 Caro (Kallo 140) — впервые предоставлена в 1959 году. Дальномерная камера со сменным объективами. Объективы Puromina 35 мм f/3,5, Puromina 50 мм f/1,4, Puromina 85 мм f/3,5.
- 180 Caro (Kallo 180)
- 181 Caro (Kallo 181) — Производился с 1959 по 1960 год. Затвор Copal SVL. Объектив Prominar 45 мм f/1,8. Встроенный экспонометр.
- 281 Caro (Kallo 281) — от Kallo 181 отличался объективом Prominar 45 мм F2.8.
- 140 Kowa (Kowa 140)

### Шкальные фотоаппараты
- Kowa 35N (Kowa 35N).
- Kowa SW — 1964 год. Не сменяемый объектив, фокусное расстояние 28 мм f/3,2 Затвор Seiko SLV. Выдержки: B, 1 — 1/500 сек. Видоискатель типа трубы Кеплера

### Однообъективные зеркальные фотоаппаратыс фиксированным объективом
- Kowa Flex (Kowaflex) — 1959 год. Объектив Puromina 50 мм f/2.
- Kowa Flex E (Kowaflex E) — 1961 год. Селеновый фотоэлемент. Объектив Kowa 50 мм f/2. Затвор Seikosha-SLV, выдержки B, 1 — 1/500 сек.
- Kowa E — 1962 год. Kowa Flex переименован в Kowa E. Селеновый фотоэлемент. Затвор Seiko, центральный[4].
- Kowa H — 1963 год. Объектив Kowa 48 мм F2. Селеновый экспонометр чувствительностью 25 — 400 ASA. Затвор Seiko, центральный. Выдержки: B, 1/30 — 1/300 сек[5].
- Kowa SE — 1964 год. Сернисто-кадмиевый экспонометр (CdS) с чувствительностью от 10 до 800 ISO. Объектив Kowa 50 мм f/1,9. Затвор Seikosha-SLV, выдержки B, 1 — 1/500 сек.
- Kowa SET — 1966 (или 1967) год. TTL замер. Затвор Seikosha-SLV, выдержки B, 1 — 1/500 сек[6].
  - Kowa SET II — 1972 год. TTL замер чувствительность 10—800 ISO[7].
- Kowa UW190 (UW190) — 1972 год. TTL замер. Объектив с фокусным расстоянием 19 мм f/4. Последняя 35-мм модель компании.

### Серия Kowa SER

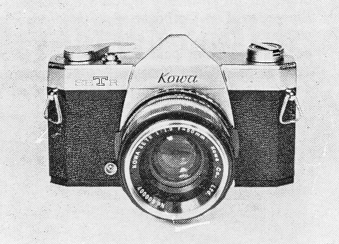
Kowa SET-R.

Однообъективные зеркальные фотоаппараты с центральным затвором и сменными объективами.
- Kowa SER — 1965 год. Вариант Kowa SE с сменными объективами.
- Kowa SET-R — 1968 год. TTL замер. Сернисто-кадмиевый (CdS) экспонометр. Затвор Seiko. Выдержки 1 — 1/500 сек[8].
- Kowa SET-R2 — 1970 год. От SET-R отличался некоторыми деталями корпуса фотоаппарата. Штатный 50 мм объектив имел f/1,8, штатный объектив SET-R — f/1,9[9].

Для серии SER выпускались объективы под названием Kowa с фокусными расстояниями от 28 мм до 200 мм. Крепление объектива байонетное.

## Плёнка типа 127
- Flex Frame S (Komaflex S) — 1960 год. Размер кадра 4×4 см. Однообъективный зеркальный фотоаппарат. Продавался только за границей Японии. Объектив Puromina 65 мм f/2,8. Затвор Seikosha-SLV, выдержки B, 1 — 1/500 сек. В Германии продавался под названием Optomax S.
- Kowa Kid (Kowa Zen-99, Super-Lark, Zen-99, Light Super) — 1960 год. Имел одну фиксированную выдержку 1/50 сек. Объектив Puromina 70 мм f/11. Размер кадра 4×6,5 см или 4×4 см со специальной рамкой.

## 16-мм плёнка
- Bell 16 (Ramera, Bell Kamra) — Производился в 1959 и 1960 году. Продавался в США компанией Bell International. Радиоприёмник с фотоаппаратом. 20 кадров размером 10×14 мм. Кассеты Minolta 16. Объектив Purominar 25 мм f/3,5. Двухлепестковый затвор с выдержками B, L (1/50 сек), 100 (1/100 сек), H (1/200 сек).

## Объективы для фотоаппаратов других производителей
Компания производила объективы с резьбовым соединением M39×1, М42×1, Байонет F, байонеты Exakta и Miranda.